# Snov
La Snov (en russe et Ukrainien : Снов) est une rivière d'Europe, et un affluent de la Desna, dans le bassin du Dniepr. Elle arrose l'oblast de Briansk en Russie et l'oblast de Tchernihiv en Ukraine.

## Géographie
Son cours est long de 301 km et la superficie de son bassin versant est de 8 705 km2. Son débit moyen, à 82 km de son point de confluence avec la Desna, est de 24 m3/s. La Snov gèle à partir de novembre-janvier et reste prise par les glaces jusqu'à la fin mars-début avril.
Ses eaux sont en partie utilisées pour l'irrigation.